# Ortezia aciculata
Ortezia aciculata là một loài tò vò trong họ Ichneumonidae.